# اتلیت

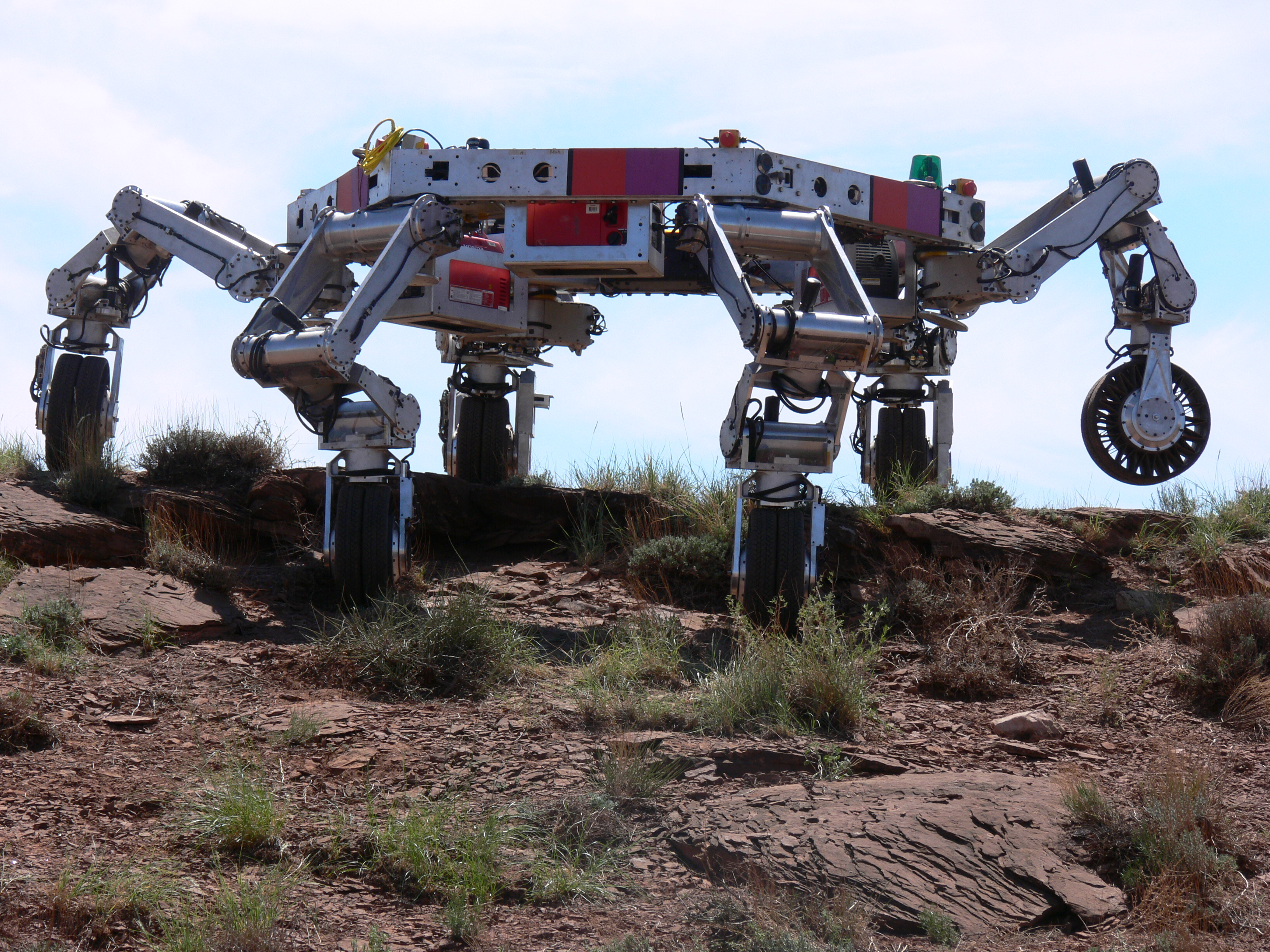
اتلیت دوازده چرخه در حال بالا رفتن از تپه

اتلیت (به انگلیسی: All-Terrain Hex-Legged Extra-Terrestrial Explorer (ATHLETE)) نام ماه‌نورد شش پا است که توسط آزمایشگاه پیشرانه جت ساخته شد. اتلیت یک تست‌بد برای ماه‌نوردهای واقعی است.